# Long Beach Island
Long Beach Island, von Einheimischen auch LBI genannt, ist eine vorgelagerte Insel an der Küste des Atlantiks und gehört zum Ocean County, New Jersey. Die Insel ist etwa 29 Kilometer lang und an ihrer breitesten Stelle 800 Meter breit. Die nördliche Hälfte der Insel ist nur gering entwickelt, während der südliche Teil dichter besiedelt ist. Die Bewohner der Insel leben überwiegend vom Tourismus und der Fischerei. Eine Brücke (Manahawkin Bay Bridge) und drei Trestle-Brücken verbinden die Insel mit dem Festland. Zu den wichtigsten Sehenswürdigkeiten gehört das Barnegat Lighthouse an der nördlichen Spitze der Insel.
Die Insel war bereits im 19. Jahrhundert ein beliebtes Ausflugsziel für Strandurlauber. Das Engleside Hotel in Beach Haven bot bereits ab den 1870er Jahren einer wohlhabenden Bevölkerungsschicht adäquate Unterkunft. Die gute Anbindung an New York City und Philadelphia ermöglichte aber auch ärmeren Bevölkerungsschichten hier einen Tag am Strand zu verbringen. Im Juli 1916 war die Insel jedoch von den Haiangriffen betroffen, die damals landesweit Aufmerksamkeit erregten.